# Blue Mountain State
A Blue Mountain State amerikai-kanadai televíziós sorozat. 3 évad készült belőle, összesen 39 rész. 2016-ban egy filmet is készítettek a sorozat alapján, amelynek a címe Blue Mountain State: The Rise of Thadland.

## Szereplők
| Színész       | Szerep           |
| ------------- | ---------------- |
| Alan Ritchson | Thad Castle      |
| Darin Brooks  | Alex Moran       |
| Ed Marinaro   | Marty Daniels    |
| Chris Romano  | Sammy Cacciatore |
| Kwasi Songui  | Hendrix          |
| Rob Ramsay    | Donnie Schrab    |
| Omari Newton  | Larry Summers    |